# ساخاریا
ساخاریا (به لاتین: Sakharia) یک منطقهٔ مسکونی در بنگلادش است که در ناحیه برگونه واقع شده‌است.